# Sistema CAMELS
El índice o sistema CAMELS es un sistema de supervisión desarrollado en Estados Unidos y convertido en mecanismo de regulación bancaria en 1979 para clasificar el estado general de un banco. Se aplica a toda entidad de crédito estadounidense y es un baremo empleado también por varios entes regulatorios de fuera de Estados Unidos
Los índices se calculan según unas ratios de los estados financieros, combinados con inspecciones in situ realizadas por agentes designados por la autoridad reguladora.
Los autoridades reguladoras notifican los resultados al consejo directivo del banco, con el fin de evitar un pánico bancario en el caso de que los resultados no sean halagüeños.
El estado del banco se calcula según su: 
- Capital.
- Assets (activos y su calidad).
- Management capability (capacidad de gestión).
- Earnings (beneficios).
- Liquidity (liquidez).
- Sensivity (sensibilidad al riesgo de mercado).

Las puntuaciones varían entre uno (puntuación más alta) y cinco (puntuación más baja) en cada una de las categorías anteriores.